# خوسيه أندريس كورال أريدوندو
خوسيه أندريس كورال أريدوندو (بالإسبانية: José Andrés Corral Arredondo)‏ هو كاهن كاثوليكي مكسيكي، ولد في 30 نوفمبر 1946، وتوفي في 24 ديسمبر 2011 بسبب نوبة قلبية.